# Tammi Terrell
Tammi Terrell, szül. Thomasina Winifred Montgomery (Philadelphia, Pennsylvania, 1945. április 29. – Philadelphia, 1970. március 16.) amerikai énekes-dalszerző. Az 1960-as években a Motown Records sztárjaként lett ismert, különösképpen Marvin Gaye énekessel előadott duettjei révén.

## Diszkográfia

### Albumai

#### Szólólemezek
- 1967: The Early Show (Wand WDM682)
- 1969: Irresistible (Motown M652)

#### Marvin Gaye énekessel
- 1967: United (Tamla T277)
- 1968: You're All I Need (Tamla T286)
- 1969: Easy (Tamla T294)
- 1970: Marvin Gaye & Tammi Terrell Greatest Hits (Motown M5-225V1)

### Kislemezek

#### Szólólemezek
Tammy Montgomery
- 1961: "If You See Bill" / "It's Mine" (Scepter 1224)
- 1962: "Voice Of Experience" / "I Want'cha To Be True" (Wand 123)
- 1963: "If You Don't Think" / "I Cried" (Try Me 28001) #99 US
- 1964: "If I Would Marry You" (met Jimmy Radcliffe) / "I Want'cha To Be True" (Checker 1072)

Tammi Terrell
- 1965: "I Can't Believe You Love Me" / "Hold Me Oh My Darlin" (Motown 1086) #72 US
- 1966: "Come On and See Me" / "Baby Don'tcha Worry" (Motown 1095) #80 US
- 1967: "What A Good Man He Is" / "There Are Things" (Motown 1115)
- 1968: "This Old Heart Of Mine (Is Weak For You)" / "Just Too Much To Hope For" (Motown 1138) #67 US

#### Marvin Gaye énekessel
- 1967: "Ain't No Mountain High Enough" #19 US / "Give A Little Love" (Tamla 54119)
- 1967: "Your Precious Love" #5 US / "Hold Me Oh My Darling" (Tamla 54156)
- 21968: "If I Could Build My Whole World Around You" #10 US / "If This World Were Mine" #68 US (Tamla 54161)
- 1968: "Ain't Nothing Like the Real Thing" #8 US / "Little Ole Girl, Little Ole Boy" (Tamla 54163)
- 1968: "You're All I Need to Get By" #7 US / "Two Can Have A Party" (Tamla 54169)
- 1968: "Keep On Lovin' Me, Honey" #24 US / "You Ain't Livin' Till You're Lovin" (Tamla 54173)

Valószínűleg Valerie Simpson, Tammi Terrell nevéhez fűződik
- 11969: "Good Lovin' Ain't Easy to Come By" #30 US / "Satisfied Feeling" (Tamla 54179)
- 1969: "What You Gave Me" #49 US / "How You Gonna Keep It" (Tamla 54187)
- 1970: "The Onion Song" #50 US / "California Soul" #56 US (Tamla 54192)

## Fordítás
- Ez a szócikk részben vagy egészben  a   Tammi Terrell című holland Wikipédia-szócikk fordításán alapul.  Az eredeti cikk szerkesztőit annak laptörténete sorolja fel. Ez a jelzés csupán a megfogalmazás eredetét és a szerzői jogokat jelzi, nem szolgál a cikkben szereplő információk forrásmegjelöléseként.